# Atalanta Bergamasca Calcio 1982-1983
Questa pagina raccoglie i dati riguardanti l'Atalanta Bergamasca Calcio nelle competizioni ufficiali della stagione 1982-1983.

## Stagione
Nella stagione 1982-1983 il campionato di Serie B vede l'Atalanta stabilmente a centro classifica, in quello che viene definito un anno di transizione dopo il rientro tra i cadetti. A livello societario si assiste all'entrata in scena di Miro Radici (suo è lo sponsor che per la prima volta appare sulle maglie atalantine, Sit-in), mentre in campo si assiste alla crescita di alcuni giovani interessanti quali Marco Pacione, Armando Madonna e Roberto Donadoni, giovani ben guidati dal tecnico Ottavio Bianchi.
In Coppa Italia il cammino dei neroazzurri bergamaschi si interrompe subito nel primo turno, giocato prima del campionato, nel terzo girone di qualificazione, a causa dei numerosi pareggi con Avellino, Salernitana, Lazio e Perugia, nonché dell'unica ma decisiva sconfitta, subita contro il Napoli.

## Organigramma societario
Area direttiva
- Presidente: Cesare Bortolotti
- Vice presidente: Enzo Sensi
- Segretario: Giacomo Randazzo

Area tecnica
- Direttore sportivo: Franco Previtali
- Allenatore: Ottavio Bianchi
- Vice allenatore: Zaccaria Cometti

Area sanitaria
- Medico sociale: Cesare Bordoni
- Preparatore atletico: Feliciano Di Biasi
- Massaggiatore: Renzo Cividini

## Rosa

Giuseppe Savoldi torna a Bergamo per la sua ultima stagione da calciatore

| N. |                   | Ruolo | Calciatore           |
| -- | ----------------- | ----- | -------------------- |
|    | Italia (bandiera) | P     | Mirko Benevelli      |
|    | Italia (bandiera) | P     | Paolo Bordoni        |
|    | Italia (bandiera) | D     | Roberto Bruno        |
|    | Italia (bandiera) | D     | Maurizio Codogno     |
|    | Italia (bandiera) | D     | Daniele Filisetti    |
|    | Italia (bandiera) | D     | Giorgio Magnocavallo |
|    | Italia (bandiera) | D     | Eugenio Perico       |
|    | Italia (bandiera) | D     | Gianpaolo Rossi      |
|    | Italia (bandiera) | D     | Giovanni Vavassori   |
|    | Italia (bandiera) | C     | Andrea Agostinelli   |
|    | Italia (bandiera) | C     | Roberto Donadoni     |
|    | Italia (bandiera) | C     | Claudio Foscarini    |

| N. |                   | Ruolo | Calciatore               |
| -- | ----------------- | ----- | ------------------------ |
|    | Italia (bandiera) | C     | Armando Madonna          |
|    | Italia (bandiera) | C     | Marino Magrin            |
|    | Italia (bandiera) | C     | Domenico Moro            |
|    | Italia (bandiera) | C     | Carlo Osellame           |
|    | Italia (bandiera) | C     | Giancarlo Snidaro        |
|    | Italia (bandiera) | C     | Vincenzo Tavarilli       |
|    | Italia (bandiera) | A     | Carlo De Bernardi        |
|    | Italia (bandiera) | A     | Massimiliano Maffioletti |
|    | Italia (bandiera) | A     | Bortolo Mutti            |
|    | Italia (bandiera) | A     | Marco Pacione            |
|    | Italia (bandiera) | A     | Maurizio Sandri          |
|    | Italia (bandiera) | A     | Giuseppe Savoldi         |

## Risultati

### Campionato

#### Girone di andata
| Arbitro: | Pirandola (Lecce) |

|            |           |  |
| Sandri 56’ | Marcatori |  |

| Arbitro: | Falzier (Treviso) |

|  |           |           |
|  | Marcatori | 15’ Mutti |

| Arbitro: | Esposito (Torre del Greco) |

|             |           |  |
| Savoldi 78’ | Marcatori |  |

| Arbitro: | Lanese (Messina) |

|             |           |  |
| Malisan 32’ | Marcatori |  |

| Arbitro: | Altobelli (Roma) |

|  |           |                 |
|  | Marcatori | 76’ Giovannelli |

| Arbitro: | Sarti (Modena) |

|                  |           |  |
| Bruno 28’ (aut.) | Marcatori |  |

| Arbitro: | Pirandola (Lecce) |

|                             |           |             |
| Filisetti 14’ Foscarini 64’ | Marcatori | 55’ Tivelli |

| Arbitro: | Bianciardi (Siena) |

|                             |           |            |
| Frutti 15’, 18’ Galvani 50’ | Marcatori | 89’ Sandri |

| Bergamo 7 novembre 1982 9ª giornata | Atalanta            | 0 – 0 | Sambenedettese | Stadio Comunale\| Arbitro: \| Lamorgese (Potenza) \| |
| Arbitro:                            | Lamorgese (Potenza) |       |                |                                                      |

| Bergamo 14 novembre 1982 10ª giornata | Atalanta        | 0 – 0 | Como | Stadio Comunale\| Arbitro: \| Facchin (Udine) \| |
| Arbitro:                              | Facchin (Udine) |       |      |                                                  |

| Reggio Emilia 21 novembre 1982 11ª giornata | Reggiana           | 0 – 0 | Atalanta | Stadio Mirabello\| Arbitro: \| Sguizzato (Verona) \| |
| Arbitro:                                    | Sguizzato (Verona) |       |          |                                                      |

| Bergamo 28 novembre 1982 12ª giornata | Atalanta           | 0 – 0 | Varese | Stadio Comunale\| Arbitro: \| De Marchi (Novara) \| |
| Arbitro:                              | De Marchi (Novara) |       |        |                                                     |

| Arbitro: | Lombardo (Marsala) |

|                      |           |  |
| Filisetti 14’ (aut.) | Marcatori |  |

| Bergamo 12 dicembre 1982 14ª giornata | Atalanta          | 0 – 0 | Perugia | Stadio Comunale\| Arbitro: \| Falzier (Treviso) \| |
| Arbitro:                              | Falzier (Treviso) |       |         |                                                    |

| Arbitro: | Giaffreda (Roma) |

|                              |           |           |
| Petruzzelli 80’ Desolati 86’ | Marcatori | 31’ Rossi |

| Arbitro: | Paparesta (Bari) |

|           |           |              |
| Mutti 69’ | Marcatori | 73’ Podavini |

| Arbitro: | Patrussi (Ravenna) |

|                                      |           |  |
| Fattori 30’ Barone 75’ Zarattoni 89’ | Marcatori |  |

| Arbitro: | Menicucci (Firenze) |

|                        |           |                                  |
| Pacione 15’ Magrin 50’ | Marcatori | 54’ (rig.) F. Baresi 80’ Damiani |

| Arbitro: | De Marchi (Novara) |

|            |           |            |
| Tusino 52’ | Marcatori | 84’ Magrin |

#### Girone di ritorno
| Pistoia 30 gennaio 1983 20ª giornata | Pistoiese            | 0 – 0 | Atalanta | Stadio Comunale\| Arbitro: \| Polacco (Conegliano) \| |
| Arbitro:                             | Polacco (Conegliano) |       |          |                                                       |

| Arbitro: | Angelelli (Terni) |

|                                 |           |  |
| Sandri 27’ Mutti 84’ Magrin 88’ | Marcatori |  |

| Bari 20 febbraio 1983 22ª giornata | Bari                      | 0 – 0 | Atalanta | Stadio della Vittoria\| Arbitro: \| Pezzella (Frattamaggiore) \| |
| Arbitro:                           | Pezzella (Frattamaggiore) |       |          |                                                                  |

| Arbitro: | Sarti (Modena) |

|           |           |           |
| Mutti 36’ | Marcatori | 48’ Zanin |

| Catania 6 marzo 1983 24ª giornata | Catania              | 0 – 0 | Atalanta | Stadio Cibali\| Arbitro: \| Polacco (Conegliano) \| |
| Arbitro:                          | Polacco (Conegliano) |       |          |                                                     |

| Arbitro: | Lamorgese (Potenza) |

|                                   |           |             |
| G. Mancini 19’ (aut.) Snidaro 86’ | Marcatori | 12’ Pivotto |

| Arbitro: | Sguizzato (Verona) |

|               |           |  |
| Caffarelli 2’ | Marcatori |  |

| Arbitro: | Ballerini (La Spezia) |

|             |           |             |
| Pacione 77’ | Marcatori | 87’ Finardi |

| San Benedetto del Tronto 2 aprile 1983 28ª giornata | Sambenedettese | 0 – 0 | Atalanta | Stadio Fratelli Ballarin\| Arbitro: \| Testa (Prato) \| |
| Arbitro:                                            | Testa (Prato)  |       |          |                                                         |

| Arbitro: | Pirandola (Lecce) |

|           |           |  |
| Galia 18’ | Marcatori |  |

| Arbitro: | Pieri (Genova) |

|                                                                       |           |              |
| Pacione 5’ Mutti 11’ Catterina 19’ (aut.) Magrin 59’ Magnocavallo 86’ | Marcatori | 64’ Graziani |

| Varese 24 aprile 1983 31ª giornata | Varese           | 0 – 0 | Atalanta | Stadio Franco Ossola\| Arbitro: \| Paparesta (Bari) \| |
| Arbitro:                           | Paparesta (Bari) |       |          |                                                        |

| Bergamo 1º maggio 1983 32ª giornata | Atalanta            | 0 – 0 | Monza | Stadio Comunale\| Arbitro: \| Lamorgese (Potenza) \| |
| Arbitro:                            | Lamorgese (Potenza) |       |       |                                                      |

| Arbitro: | Bianciardi (Siena) |

|                   |           |            |
| Amenta 17’ (rig.) | Marcatori | 1’ Pacione |

| Arbitro: | Patrussi (Ravenna) |

|                   |           |  |
| Magrin 22’ (rig.) | Marcatori |  |

| Arbitro: | Leni (Perugia) |

|                        |           |             |
| Badiani 2’ D'Amico 28’ | Marcatori | 11’ Pacione |

| Arbitro: | Ballerini (La Spezia) |

|                        |           |  |
| Magrin 37’ D. Moro 72’ | Marcatori |  |

| Arbitro: | Testa (Prato) |

|                |           |  |
| Battistini 41’ | Marcatori |  |

| Arbitro: | Lombardo (Marsala) |

|                         |           |  |
| Pacione 30’ Snidaro 62’ | Marcatori |  |

### Coppa Italia

#### Terzo girone
| Arbitro: | Patrussi (Ravenna) |

|                   |           |             |
| Favero 54’ (aut.) | Marcatori | 30’ Vignola |

| Bergamo 22 agosto 1982 2ª giornata | Atalanta       | 0 – 0 | Salernitana | Stadio Comunale\| Arbitro: \| Sarti (Modena) \| |
| Arbitro:                           | Sarti (Modena) |       |             |                                                 |

| Roma 29 agosto 1982 3ª giornata | Lazio             | 0 – 0 | Atalanta | Stadio Olimpico\| Arbitro: \| Falzier (Treviso) \| |
| Arbitro:                        | Falzier (Treviso) |       |          |                                                    |

| Bergamo 1º settembre 1982 4ª giornata | Atalanta          | 0 – 0 | Perugia | Stadio Comunale\| Arbitro: \| Pirandola (Lecce) \| |
| Arbitro:                              | Pirandola (Lecce) |       |         |                                                    |

| Arbitro: | Vitali (Bologna) |

|            |           |  |
| Capone 59’ | Marcatori |  |

## Statistiche

### Statistiche di squadra
| Competizione | Punti | In casa | In casa | In casa | In casa | In casa | In casa | In trasferta | In trasferta | In trasferta | In trasferta | In trasferta | In trasferta | Totale | Totale | Totale | Totale | Totale | Totale | DR |
| Competizione | Punti | G       | V       | N       | P       | Gf      | Gs      | G            | V            | N            | P            | Gf           | Gs           | G      | V      | N      | P      | Gf     | Gs     | DR |
| ------------ | ----- | ------- | ------- | ------- | ------- | ------- | ------- | ------------ | ------------ | ------------ | ------------ | ------------ | ------------ | ------ | ------ | ------ | ------ | ------ | ------ | -- |
| Serie B      | 37    | 19      | 9       | 9       | 1       | 24      | 9       | 19           | 1            | 8            | 10           | 6            | 18           | 38     | 10     | 17     | 11     | 30     | 27     | +3 |
| Coppa Italia |       | 3       | 0       | 3       | 0       | 1       | 1       | 2            | 0            | 1            | 1            | 0            | 1            | 5      | 0      | 4      | 1      | 1      | 2      | -1 |

### Statistiche dei giocatori
| Giocatore       | Serie B  | Serie B | Coppa Italia | Coppa Italia | Totale   | Totale |
| Giocatore       | Presenze | Reti    | Presenze     | Reti         | Presenze | Reti   |
| --------------- | -------- | ------- | ------------ | ------------ | -------- | ------ |
| A. Agostinelli  | 30       | 0       | 0            | 0            | 30       | 0      |
| M. Benevelli    | 38       | 0       | 5            | 0            | 43       | 0      |
| P. Bordoni      | 0        | 0       | 0            | 0            | 0        | 0      |
| R. Bruno        | 11       | 0       | 2            | 0            | 13       | 0      |
| M. Codogno      | 26       | 0       | 0            | 0            | 26       | 0      |
| C. De Bernardi  | 0        | 0       | 3            | 0            | 3        | 0      |
| R. Donadoni     | 18       | 0       | 3            | 0            | 21       | 0      |
| D. Filisetti    | 35       | 1       | 5            | 0            | 40       | 1      |
| C. Foscarini    | 23       | 1       | 4            | 0            | 27       | 1      |
| A. Madonna      | 7        | 0       | 2            | 0            | 9        | 0      |
| M. Maffioletti  | 0        | 0       | 1            | 0            | 1        | 0      |
| G. Magnocavallo | 29       | 1       | 5            | 0            | 34       | 1      |
| M. Magrin       | 33       | 6       | 5            | 0            | 38       | 6      |
| D. Moro         | 21       | 1       | 5            | 0            | 26       | 1      |
| B. Mutti        | 38       | 5       | 4            | 0            | 42       | 5      |
| C. Osellame     | 6        | 0       | 5            | 0            | 11       | 0      |
| M. Pacione      | 20       | 6       | 0            | 0            | 20       | 6      |
| E. Perico       | 34       | 0       | 1            | 0            | 35       | 0      |
| G. Rossi        | 34       | 1       | 4            | 0            | 38       | 1      |
| M. Sandri       | 24       | 3       | 3            | 0            | 27       | 3      |
| G. Savoldi      | 16       | 1       | 1            | 0            | 17       | 1      |
| G. Snidaro      | 36       | 2       | 4            | 0            | 40       | 2      |
| V. Tavarilli    | 2        | 0       | 2            | 0            | 4        | 0      |
| G. Vavassori    | 7        | 0       | 5            | 0            | 12       | 0      |